# Empire colonial français
Pour les articles homonymes, voir Empire colonial.
1534–1980
(446 ans)
Entités précédentes :
- Premier empire colonial français
- Empire colonial allemand (Cameroun et Togo)
- Régence d'Alger
- Empire ottoman
- Royaume du Kanem-Bornou
- Empire wassoulou
- Louisiane espagnole

Entités suivantes :
- France
- Province de Québec (1763)
- États-Unis (1803) (Louisiane française)
- Haïti (1804)
- Liban (1943)
- Royaume du Laos (1953)
- Cambodge (1953)
- Nord Vietnam (1954)
- Sud Vietnam (1955)
- Maroc (1956)
- Tunisie (1956)
- Burkina Faso (1958, alors République de Haute-Volta)
- Niger (1958)
- Côte d'Ivoire (1960)
- Tchad (1960)
- Fédération du Mali (1960)
- Mauritanie (1960)
- Algérie (1962)
- Vanuatu (1980)

L’Empire colonial français est l’ensemble des colonies, protectorats, territoires sous mandat et territoires ayant été sous tutelle, gouvernés ou administrés par la France. Inauguré au XVIe siècle, il a connu une évolution très contrastée selon les époques, aussi bien par son étendue que par sa population ou sa richesse.
Les possessions coloniales ont connu différents statuts et modes d’exploitation ; des colonies antillaises esclavagistes du XVIIe  et du  XVIIIe siècle à l’Algérie française, partie intégrante de la France à certaines périodes, en passant par les protectorats de Tunisie et du Maroc et les territoires sous mandat de Syrie et du Liban.
On distingue généralement deux grandes périodes, le pivot étant la guerre de Sept Ans, puis la Révolution et l’époque napoléonienne, épisodes au cours desquels la France perdit pratiquement l’ensemble de sa première entreprise coloniale.
Le premier espace colonial, constitué à partir du XVIe siècle, comprend des territoires nord-américains, quelques îles des Antilles, les Mascareignes et des établissements en Inde et en Afrique. Il s'étendait sur 10 000 000 km2,. Il était le plus grand empire colonial du monde après l’empire espagnol. La guerre de Sept Ans se solde par la perte d’une grande partie des territoires coloniaux de la France au profit de la Grande-Bretagne (Nouvelle-France et en Inde). L’empire colonial survit malgré tout et connaît une certaine prospérité grâce aux exportations antillaises (Saint-Domingue, Martinique, Guadeloupe) de café et surtout de sucre entre 1763 et la fin des années 1780. Il s’effondre toutefois brutalement au point de disparaître presque entièrement à la suite de l’époque napoléonienne (ex : vente de la Louisiane).
Le second espace colonial, constitué à partir des années 1830, se compose principalement de régions d’Afrique acquises à partir des anciens comptoirs, mais aussi d’Asie (Indochine et Levant) et d’Océanie (Polynésie française, Nouvelle-Calédonie, Nouvelles-Hébrides). Ce second espace colonial fut au cours de la seconde moitié du XIXe et au XXe siècle le deuxième plus vaste du monde, derrière l’empire colonial britannique en superficie. Présent sur tous les continents, il s’étendait à son apogée, de 1919 à 1939, sur 13 500 000 km2, où vivaient 150 000 000 habitants en 1939, loin derrière l’Empire britannique où l’Inde à elle seule comptait 330 000 000 habitants à la même date. La superficie totale de l'empire colonial français, avec le premier (principalement dans les Amériques et en Asie) et le second (principalement en Afrique et Asie), l’empire colonial français combinés, avaient un total de plus de 24 000 000 km2, soit le plus grand empire colonial de l’histoire, après l’empire britannique. L'empire colonial français a eu un impact énorme sur l'histoire du monde. La France a eu environ 80 colonies tout au long de son histoire, le deuxième plus grand nombre de colonies au monde derrière l'Empire britannique. Environ 40 pays ont obtenu l'indépendance de l'empire colonial français tout au long de son histoire, le deuxième plus de pays au monde derrière l'Empire britannique. Plus de 50 % des frontières du monde aujourd'hui ont été tracées à la suite de l'impérialisme britannique et français,,. Entre les années 1500 et 1880, plus de 3,2 millions d'Africains ont été transportés de force dans le Nouveau Monde sur des navires français. Avec un total de 11 118 traversées enregistrées, la France était responsable de 25 % du commerce transatlantique d'esclaves, étant le troisième pays ayant la plus grande participation à cette traite. Il n'a été dépassé que par le Royaume-Uni, qui a transporté environ 3,4 millions de personnes réduites en esclavage (27 %), et le Portugal, qui était en tête avec près de 5,8 millions de personnes réduites en esclavage (46 %),.
.
L’Empire fut, tout particulièrement sous le régime républicain, appuyé sur l’idée d’une mission civilisatrice. Sous l’ancien régime, la conversion au catholicisme était déjà un motif important dans la justification du colonialisme.
Aujourd’hui, l’héritage territorial de ce vaste empire colonial constitue la « France d’outre-mer » (départements et régions d’outre-mer, collectivités d’outre-mer soit « DROM-COM », anciens « DOM-TOM ») : une douzaine de territoires insulaires dans l’Atlantique, les Antilles, l’océan Indien, le Pacifique sud, au large de l’Antarctique, ainsi que la Guyane sur la côte nord de l’Amérique du Sud, pour une superficie émergée totale de 119 394 km2, soit à peine 1 % de la superficie de l’empire colonial à son apogée entre les deux guerres mondiales. D’une faible superficie émergée, ces territoires d’outre-mer permettent toutefois à la France de revendiquer la seconde plus grande zone économique exclusive (ZEE) au monde, couvrant 10 186 526 km2 d’océans, derrière celle des États-Unis,.
L'héritage de l'Empire colonial français est considérable. Entre 300 et 500 millions de personnes parlent français, ce qui en fait la deuxième langue latine la plus parlée au monde après l'espagnol, en termes de nombre total de locuteurs. Le français est la langue officielle, co-officielle ou de jure dans environ plus de 30 pays, le plus dans le monde derrière l’anglais seulement. L’héritage linguistique et orthographique de l’empire colonial français est la francophonie des anciennes colonies françaises, dont quatorze ont toujours le français comme langue officielle ou co-officielle, et dont dix-sept (avec les trois du Maghreb et la Mauritanie) utilisent toujours à l’international, pour leurs toponymes et leurs patronymes, des graphies françaises (Nouadhibou plutôt que la translittération Nuadhibu de l’arabe نواذيبو ; Ouagadougou plutôt que le phonétique Wagadugu du dioulais Wogodogo ou encore Houphouët-Boigny plutôt que le phonétique baoulé Hufwe-Bwanny).
Enfin, l’héritage économique, monétaire, diplomatique ou militaire des anciens liens coloniaux est la relation particulière et inégale avec la France même si ce type de relation n’est pas propre à l’ancien empire français.

## Premier empire colonial: l’Amérique

À partir de 1534, les Français explorent la vallée du Saint-Laurent. La Nouvelle-France est fondée.

Il est composé principalement par des possessions de la Nouvelle-France, aux Antilles, aux Indes, ainsi que des comptoirs et des îles parsemées.
Le premier espace colonial français est l’espace colonial issu des conquêtes monarchiques. Les désignations suivantes lui correspondent : « premier empire colonial », « empire royal », « empire monarchique » car il a été créé majoritairement par des régimes monarchiques, Royaume de France (Premier Empire), « empire colonial français moderne » (datant de l’époque moderne).
Les justifications de la colonisation française ont évolué avec le temps. À l’origine, il s’agissait de la rivalité de puissance avec l’empire austro-espagnol de Charles Quint (François Ier exigeait de voir la « clause du testament d’Adam » qui avait laissé le monopole de l’Amérique aux Espagnols et aux Portugais lors de la signature de traité de Tordesillas).
La deuxième justification est la propagation de la foi chrétienne (missions). Au XVIIe siècle, les établissements des Antilles françaises vivent de contrebande et de piraterie aux dépens des colonies espagnoles et hollandaises plus prospères.
Puis vient la justification économique ou commerciale : les colonies doivent fournir les cultures exotiques que la métropole n’assure pas (sucre, café, indigo). Comme les colons français sont peu nombreux, on fait venir en masse des esclaves africains.
La France était pourtant fermement opposée à l’esclavage dès le Moyen Âge, et ne l’a d’ailleurs jamais pratiqué sur son sol métropolitain. De même, alors que le Portugal et l’Espagne commençaient à conquérir de vastes territoires extra-européens dès le XVe siècle, les Français sont toujours demeurés réticents à l’extension coloniale, la France, pays rural, étant considérée comme suffisamment vaste pour être autosuffisante. C’est donc essentiellement du fait de l’importance géopolitique grandissante que prennent les colonies espagnoles puis anglaises que les Français se lancent dans la colonisation pour ne pas laisser ses rivaux se partager seuls le monde, avec plus d’un siècle de retard.
Toutefois, de Montaigne à Voltaire et Diderot, la majorité des philosophes et prélats français demeurent opposés autant à la colonisation qu’à l’esclavage, même si certains comme Montesquieu les justifient pour des motifs utilitaristes (« Le sucre serait trop cher si l’on ne faisait travailler la plante qui le produit par des esclaves »), se contentant d’en déplorer les mauvais effets.
En Inde, les Français commencèrent à vouloir s’implanter de façon significative du fait de la politique de Joseph François Dupleix entre 1719 et 1763. Les efforts de ce dernier furent néanmoins ruinés après la conclusion du traité de Paris en 1763.

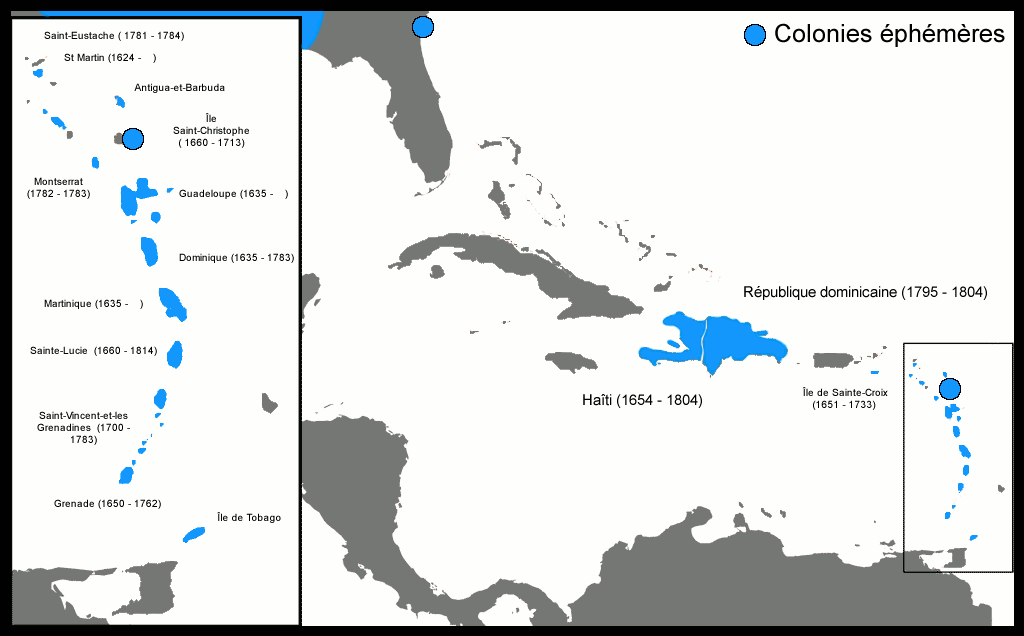
Les Antilles françaises.

En Amérique, la Nouvelle-France s’accroît de façon spectaculaire et comprend presque la moitié de l’Amérique du Nord. Elle forme quatre colonies dont l’Acadie, le Canada, Terre-Neuve et la Louisiane. Après le traité d’Utrecht en 1713, elle perd l’Acadie (partie sud), la Baie-d’Hudson et Terre-Neuve (Plaisance). Cependant, elle forme deux nouvelles colonies : l’isle Royale et isle Saint-Jean. Tout s’écroule avec le traité de Paris en 1763, après la guerre de Sept Ans, où elle perd le Canada, l’Acadie, isle Royale, isle Saint-Jean, et la partie est du Mississippi, qui faisait partie de la Louisiane, et la partie ouest qui revient à l’Espagne, pour sa perte de la Floride aux dépens des Anglais. La France reprit la Louisiane occidentale à condition de ne pas la vendre ni à l’Angleterre ni aux Américains, ce que Napoléon fit trente ans plus tard, sans l’appui ou l’approbation de l’Assemblée Nationale en 1803. L’Amérique du Nord devient alors en majorité anglophone.
À la Révolution s’opposent les partisans du réalisme économique (pas de colonies sans esclaves) et ceux des principes égalitaires (« périssent les colonies plutôt qu’un principe »). La Révolution conserve donc les colonies, mais abolit l’esclavage, que Napoléon rétablit partiellement en 1802.
En 1804, les Français perdent le dernier fleuron de leur premier empire colonial : la colonie de Saint-Domingue proclame son indépendance et devient la République d’Haïti.

Après la chute du Premier Empire, la France ne conserve que quelques possessions : les cinq comptoirs des établissements français de l’Inde, La Réunion, l’île de Gorée au Sénégal, quelques îles des Antilles (Guadeloupe, Martinique, Saint-Martin…), ainsi que la Guyane et Saint-Pierre-et-Miquelon.

## Second empire colonial: Afrique et Pacifique

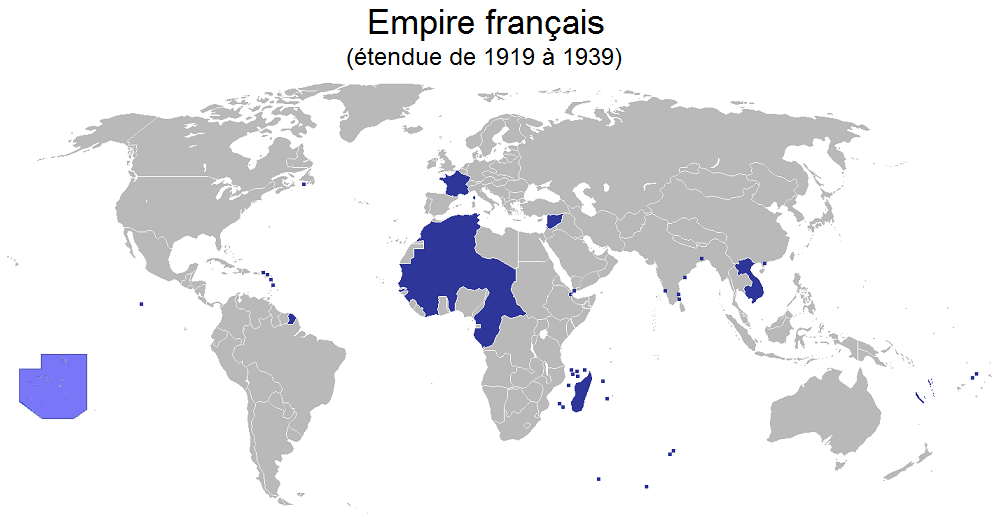
Second empire colonial français.

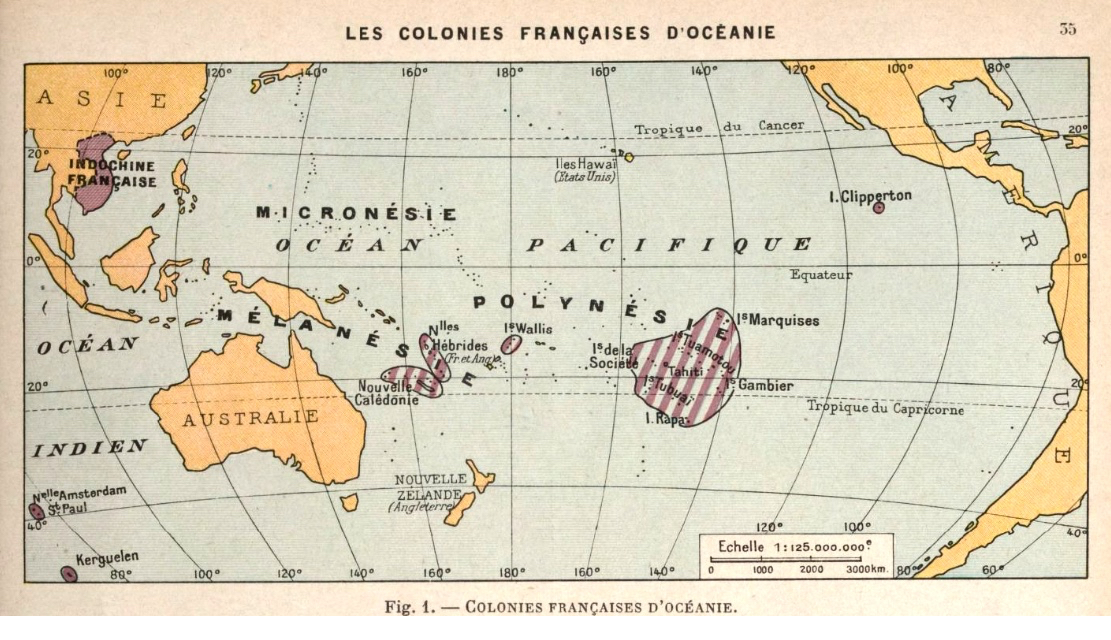
Empire colonial dans le Pacifique en 1938

Au début de 1830, Charles X et ses ministres, alors au plus bas dans l’opinion publique, avaient pris la décision de se lancer à la conquête de l’Algérie qui était sous le protectorat ottoman dans l’espoir de satisfaire la soif de conquête des Français et de regagner ainsi une certaine popularité, mais à cette exception près la Restauration demeure un régime centré sur la Métropole.
C’est seulement avec l’avènement du Second Empire que Napoléon III ambitionne une nouvelle politique coloniale, avec l’aide de son ministre de la Marine et des Colonies Chasseloup-Laubat. Ce dernier entreprend une modernisation de la marine de guerre (cuirassés à hélices) qui doit permettre d’améliorer la capacité d’intervention des troupes coloniales. La superficie du domaine colonial triple sous le Second Empire jusqu’à atteindre un million de km2 pour cinq millions d’habitants.
Chronologiquement, l’annexion définitive de la Nouvelle-Calédonie en 1853 constitue la première action coloniale de l’Empereur. En Afrique, il nomme Faidherbe au poste de gouverneur du Sénégal. S’ensuivront la fondation du port de Dakar et la création du corps des tirailleurs sénégalais. L’implantation du comptoir des Rivières du Sud en 1859 puis l’acquisition de la côte du Gabon en 1862 sont les principales étapes de la pénétration française en Afrique de l’Ouest.

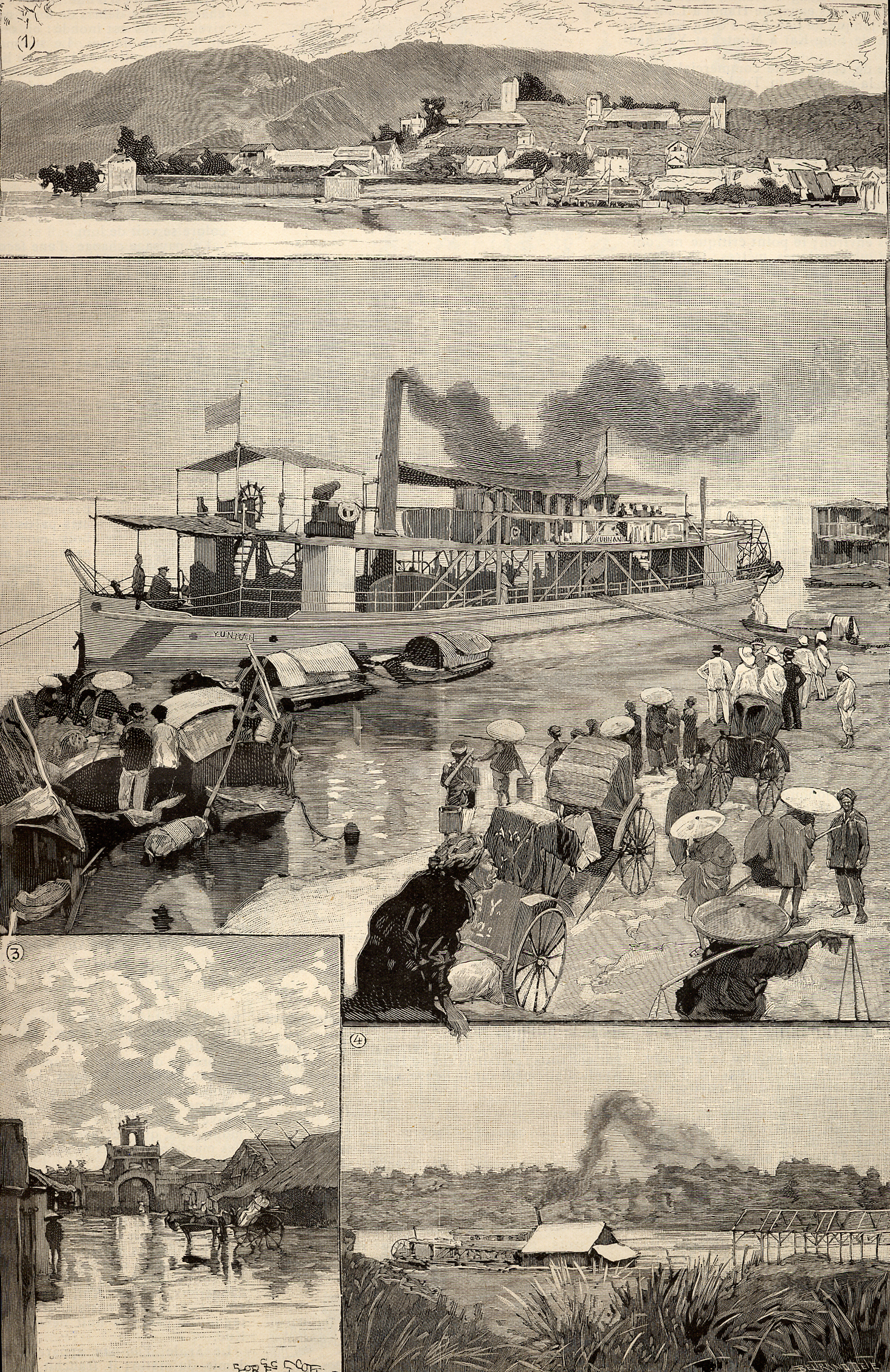
Vues de Hanoï et du Tonkin en 1891 (Le Monde illustré).

En Afrique de l’Est, Napoléon III signe en 1862 un traité de commerce avec Madagascar où s’installe un consulat de France. La politique impériale vise principalement, de ce côté de l’Afrique, à contrer l’influence britannique. La même année, la France obtient d’un chef local la cession du petit territoire d’Obock sur la côte nord du golfe de Tadjourah, mais elle n’y procède à aucune occupation effective pendant vingt ans, se contentant de réaffirmer sa souveraineté de loin en loin en faisant hisser les couleurs nationales par l’équipage d’un bâtiment naval de passage. Au Maghreb, il renforce la présence des conseillers militaires français dans l’armée du bey de Tunis.
Le Second Empire étend le domaine français en Algérie et entreprend la conquête de la Cochinchine et du Cambodge, de la Nouvelle-Calédonie, de nombreuses îles dans le Pacifique (aujourd’hui en Polynésie française) et du Sénégal.
Après la chute du Second Empire en 1870, la récente IIIe République hésite dans la poursuite de la politique coloniale. L’anti-colonialisme est alors plus fort que jamais. Ainsi, le duc de Broglie lance cette tirade véhémente au Sénat en la séance du 11 décembre 1884 :

« Pour une nation momentanément affaiblie, un grand développement colonial, c’est une charge qui la grève, qu’elle ne peut porter longtemps, et qui, avant de lui échapper, peut avoir amené la ruine tout à la fois de la colonie et de la métropole…  […] Laissez-moi protester contre cette tendance [colonialiste]. Je n’en connais pas de plus chimérique et de plus dangereuse. Je n’en connais pas de plus contraire aux leçons de l’histoire et aux enseignements de la raison… […] L’Algérie elle-même, après cinquante ans de possession, arrive à peine aujourd’hui à nous fournir autant d’hommes et d’argent qu’elle a pu nous en prendre. Des colonies nouvelles affaiblissent la patrie qui les fonde. Bien loin de la fortifier, elles lui soutirent son sang et ses forces… »

— duc de Broglie, séance du 11 décembre 1884 du Sénat Français.

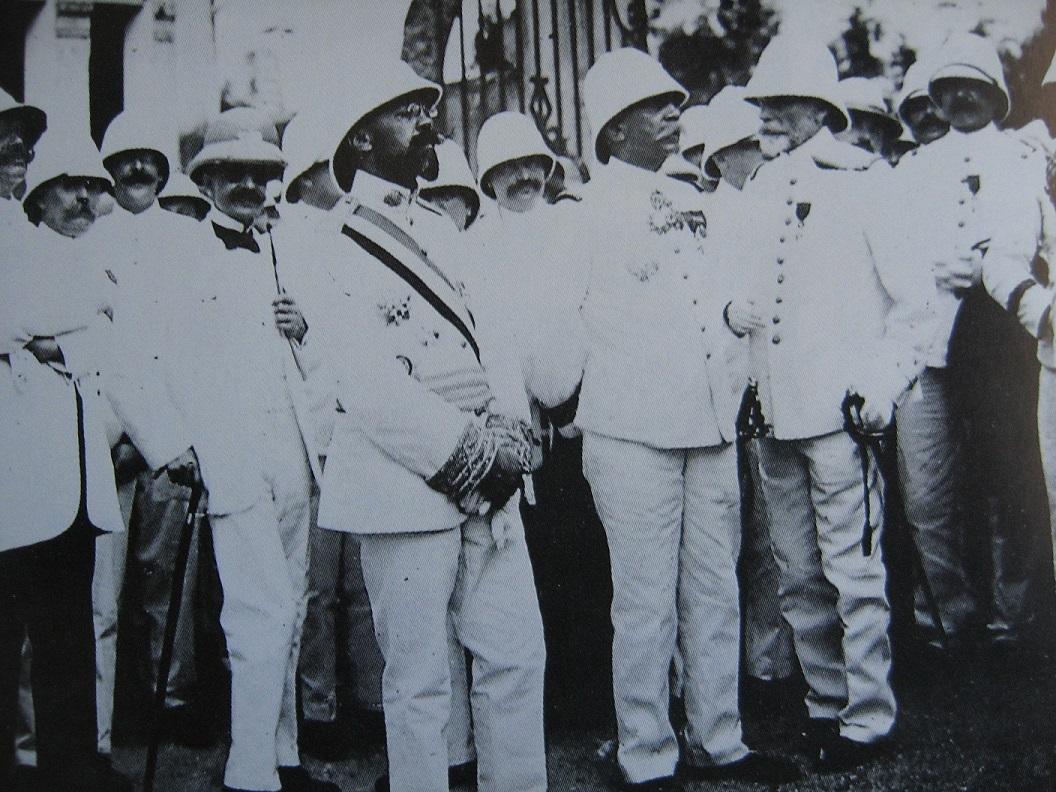
L’Empire triomphant.

L’Empire sera pourtant conservé par la République. Par la suite, la France colonise progressivement la majeure partie de l’Afrique occidentale et équatoriale, l’Indochine, ainsi que de nombreuses îles d’Océanie, et quelques dernières annexions (comme les Nouvelles-Hébrides en 1907).
Le second empire colonial français atteint son apogée après la Première Guerre mondiale, lorsque la France reçoit de la Société des Nations un mandat sur la Syrie et le Liban, qui étaient auparavant sous domination ottomane, ainsi que sur le Cameroun et le Togo français, qui étaient auparavant sous domination allemande.
Pendant la Seconde Guerre mondiale, les territoires français d’Outre-mer sont un enjeu central : entre l’été 1940 et la mi-1943, la quasi-totalité bascule dans le camp des forces libres.
En 1945, Gaston Monnerville critique le décret du 16 juillet 1945, paru au Journal officiel du 20 juillet 1945, page 4468, qui détermine les conditions dans lesquelles seront étudiés et approuvés les plans de développement économique des colonies ; il exprime qu’en dépit d’un exposé des motifs, qui rappelle les principes de la nouvelle politique coloniale, ce décret établit des dispositions qui aboutiront, dans la pratique :
- à subordonner l’économie coloniale à l’économie métropolitaine, comme au temps du pacte colonial solennellement réprouvé ;
- à instituer un organisme dit de coordination, dont la lourdeur rendra impossible l’action rapide qu’exigent le rythme de la vie moderne et, plus particulièrement, les circonstances actuelles ; et demande par quels moyens pratiques les dispositions du décret du 17 juillet 1945 permettront au Gouvernement de tenir les engagements qu’il a solennellement contractés envers les peuples d’outre-mer, afin :
  - de « ne pas subordonner l’économie des territoires d’outre-mer à l’économie métropolitaine »,
  - de « favoriser l’affirmation de leur personnalité dans tous les domaines de la civilisation » et singulièrement dans le domaine économique,
  - d’accorder réellement « l’aide concertée que ces territoires sont en droit d’attendre de la métropole ».

Les conservateurs français étaient désillusionnés par l'expérience coloniale après les désastres d'Indochine et d'Algérie. Ils voulaient couper tout lien avec les nombreuses colonies d'Afrique subsaharienne française. Pendant la guerre, de Gaulle avait réussi à fonder son mouvement de la France libre et les colonies africaines
Malgré des tentatives d’intégration plus grande des colonies dans la République (Union française en 1946), celles-ci restent dans un état de sujétion, et leurs élites et populations ne se satisfont plus de cet état de fait. La décolonisation de l’Afrique occidentale et de l’Asie diminue drastiquement l’étendue de l’outre-mer français entre 1954 (accords de Genève) et 1962 (accords d’Évian). Celui-ci se limite alors aux départements d’outre-mer, déjà intégrés à la République, aux colonies du Pacifique et à quelques possessions résiduelles. Entre 1975 et 1980, trois anciennes colonies obtiennent l’indépendance : les Comores sauf Mayotte, les Afars et Issas et les Nouvelles-Hébrides.
Après cette date, la France oscille entre intégration croissante des territoires à la République (les DOM deviennent des régions d’outre-mer, Mayotte accède à ce statut en 2011) et reconnaissance de leurs spécificités, avec le statut de collectivité d’outre-mer. La seule ancienne colonie dont le statut pose question depuis le milieu des années 1980 est la Nouvelle-Calédonie, pour laquelle un référendum organisé en 2018 s’est soldé par un rejet de l’indépendance.

## Démographie

### Évolution de la population entre les deux guerres mondiales
|                                       | 1921       | 1926        | 1931        | 1936        |
| ------------------------------------- | ---------- | ----------- | ----------- | ----------- |
| France métropolitaine                 | 39 140 000 | 40 710 000  | 41 550 000  | 41 500 000  |
| Colonies, protectorats et mandats     | 55 556 000 | 59 474 000  | 64 293 000  | 69 131 000  |
| Total                                 | 94 696 000 | 100 184 000 | 105 843 000 | 110 631 000 |
| Pourcentage de la population mondiale | 5,02 %     | 5,01 %      | 5,11 %      | 5,15 %      |
| Source Insee, SGF                     |            |             |             |             |

## Esclavage dans l’empire colonial français

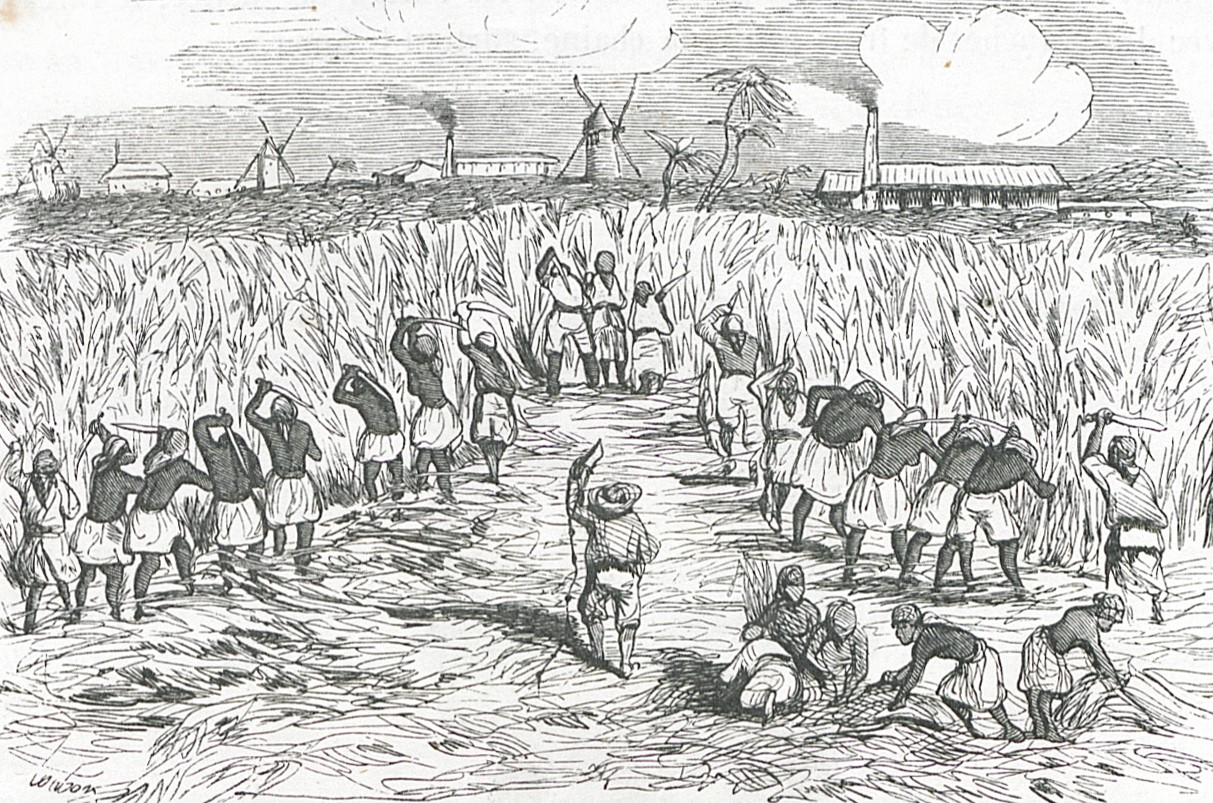
Esclaves coupant la canne à sucre dans une plantation coloniale.

Entre les premières installations de colons au XVIe siècle et l'abolition définitive de l’esclavage en 1848, soit trois siècles, environ quatre millions d’esclaves (2 millions nés en Afrique — Bossales, et 2 millions nés dans les colonies — Créoles) ont vécu dans les territoires sous domination française.
Pendant toute cette période, l’esclavage reste strictement interdit sur le sol de France métropolitaine, comme il était depuis l'édit de 1315. Toutefois, des dérogations permettront aux familles de colons de faire venir des esclaves pour les former ou les garder à leur service. L’esclavage est aboli une première fois en 1794 par la Révolution, mais Napoléon le rétablit en 1802 ; c’est donc la date de 1848 qui est retenue comme date de l’abolition totale et définitive sur l’ensemble des territoires contrôlés par la France.
Pendant cette période, le développement des plantations entraîne le développement de ports négriers tels que Nantes et Bordeaux. Les échanges s’effectuent majoritairement avec les Antilles françaises et reposent sur le commerce triangulaire.

### Contexte
La traite atlantique, faite par les Européens et les Américains, a déporté 12 à 13 millions de Noirs, dont l’essentiel à partir de la fin du XVIIe siècle. En 1997, l’historien Hugh Thomas donnait un total de 13 000 000 d’esclaves « ayant quitté l’Afrique » lors de la traite atlantique, dont 11 328 000 arrivés à destination au moyen de 54 200 traversées. Tous les grands ports européens ont pratiqué la traite négrière mais avec une importance différente. Les ports anglais sont en première ligne ; ainsi, Liverpool organise 4 894 expéditions et Londres 2 704.

### Population des colonies françaises esclavagistes
En 1788-1790, le nombre d’esclaves, élevé à plus de 780 000, représente près de 90 % de la population des colonies françaises esclavagistes :

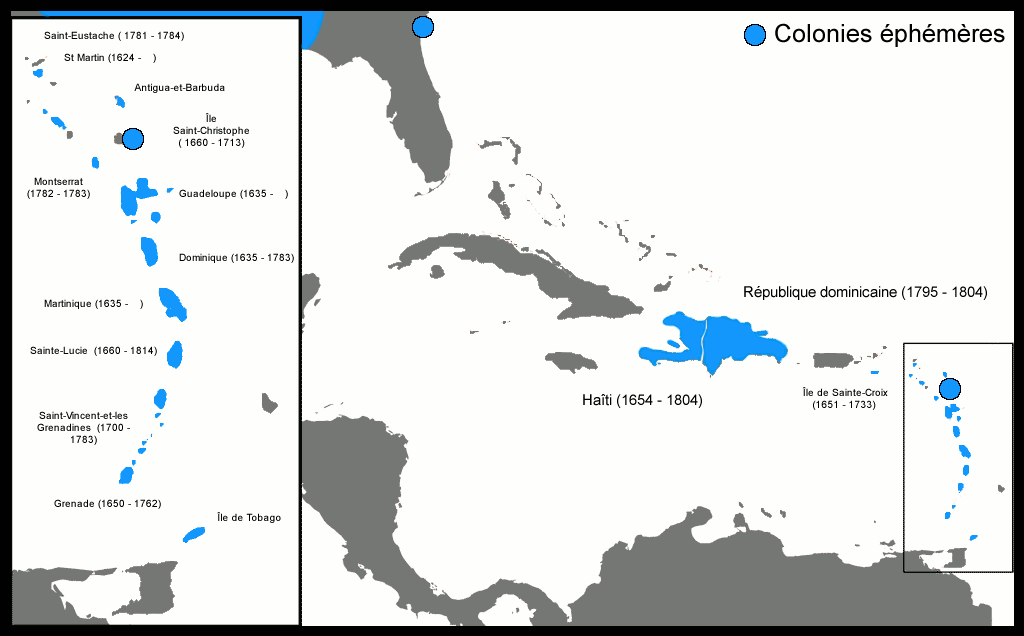
Carte des Antilles françaises.

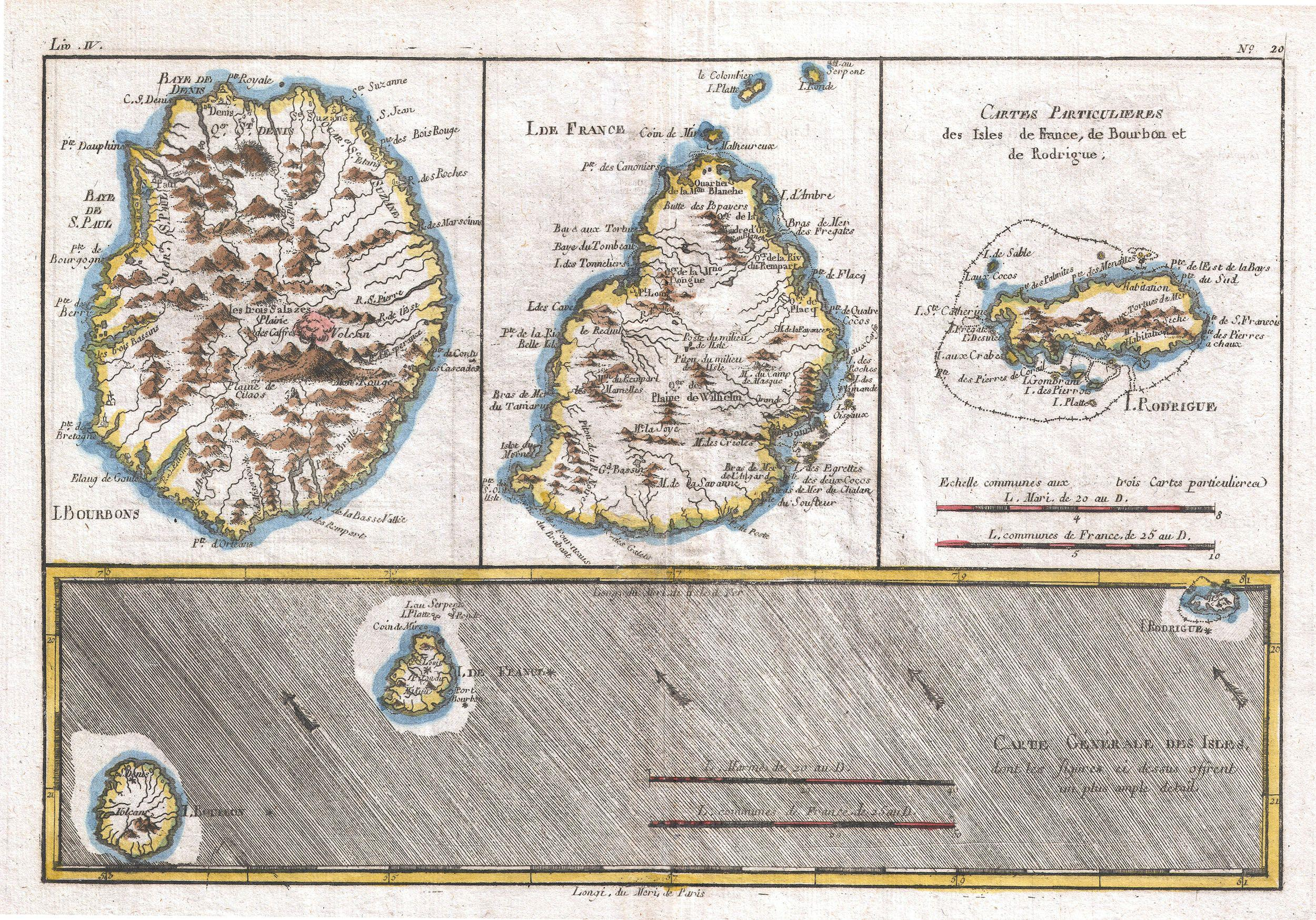
Les Mascareignes.

| Colonie        | Année | Blancs | Noirs libres | Esclaves | Total   |
| Saint-Domingue | 1790  | 27 717 | 21 800       | 495 528  | 546 835 |
| Guadeloupe     | 1788  | 13 969 | 3 125        | 89 823   | 108 705 |
| Martinique     | 1789  | 10 635 | 5 235        | 81 130   | 98 789  |
| La Réunion     | 1788  | 8 182  | 1 029        | 37 984   | 48 983  |
| Maurice        | 1788  | 4 457  | 2 456        | 37 915   | 46 616  |
| Sainte-Lucie   | 1788  | 2 159  | 1 588        | 17 221   | 22 756  |
| Tobago         | 1788  | 425    | 231          | 12 639   | 15 083  |
| Guyane         | 1789  | 1 307  | 494          | 10 748   | 14 338  |
| Total          |       | 54 069 | 35 958       | 782 988  | 873 015 |
| Proportion     |       | 6 %    | 4 %          | 90 %     | 100 %   |

### Origines géographiques des esclaves
Les esclaves africains importés dans les colonies françaises venaient essentiellement d’une région comprise entre le Sénégal et l’Angola.

### Destination des esclaves dans les différentes colonies
Les destinations des esclaves importés dans les colonies étaient les suivantes :
| Territoire                                              | Esclaves importés |
| Saint-Domingue (aujourd’hui Haïti)                      | 864 000           |
| Martinique                                              | 366 000           |
| Guadeloupe                                              | 291 000           |
| Ile Bourbon (Réunion)                                   | 130 000           |
| Île-de-France (Île Maurice)                             | 80 000            |
| Guyane                                                  | 51 000            |
| Louisiane                                               | 10 000            |
| Saint-Vincent, Sainte-Lucie, Tobago, Dominique, Grenade | 137 000           |
| Total                                                   | 1 929 000         |

### Ports négriers français
La France métropolitaine a armé environ 4 220 navires négriers et se classe au quatrième rang des nations négrières après la Grande-Bretagne, le Portugal et l’Espagne. La ville de Nantes a organisé à elle seule 1 744 expéditions soit 41,3 % du total français. Suivent trois villes avec par ordre d’importance : Bordeaux, La Rochelle et Le Havre qui totalisent à elles trois 33,5 % des expéditions négrières.

### Hiérarchie de la société coloniale
Les colonies pratiquant l’esclavage ont mis en commun la mise en place progressive d’une société tripartite composée de blancs, de « libres de couleur » (descendants d’Africains, métis ou non) et d’esclaves. Les Blancs se trouvent au sommet de cette hiérarchie et se divisent essentiellement en deux catégories : les négociants et les grands propriétaires fonciers dans le domaine du sucre. Viennent ensuite les « libres de couleur » qui forment la seconde catégorie dans la hiérarchie coloniale. L’expression « libres de couleur » désigne une des classes juridiques instituées dans les colonies françaises avant l’abolition de l’esclavage. Elle apparaît dans les ordonnances locales et royales promulguées dans les années 1720 à Saint-Domingue pour marquer la distinction avec les « nègres affranchis ». Cet usage se démarque alors des articles du Code noir de 1685 qui ne faisait pas de différence entre l’ensemble des gens libres. Par la suite, l’expression « libre de couleur » désigne aussi bien les métis que les Noirs libres. Les libres de couleurs restent malgré tout victimes de ségrégation et ne bénéficient pas des mêmes droits que les blancs. Ainsi, par exemple, les affranchis, les Noirs et les câpres libres sont écartés de la citoyenneté active. Les libres de naissance légitimes ou illégitimes, les mulâtres et ceux plus clairs peuvent être électeurs mais seuls les mamelouks (1/16 de « sang noir ») légitimes sont éligibles. S’agissant de la hiérarchie entre les esclaves, la principale distinction est effectuée en fonction de la couleur. À Saint-Domingue, en Guadeloupe et en Martinique, les unions légitimes ou non entre Blancs et non-blancs sont fréquentes, donnant lieu à un nombre significatif de métis (12 à 14 % des esclaves en Guadeloupe en 1770-1794 sont des métis). La systématisation et la radicalisation de l’emploi des nuances de métissage dans les registres paroissiaux arrivent après la guerre de Sept Ans (1756-1763). Les termes suivants étaient utilisés dans les registres paroissiaux puis dans les actes d’état civil en fonction des différents degrés de métissage,, :
| Proportion d’ancêtres noirs | Saint-Domingue | Guadeloupe/Martinique |
| 7/8                         | Sacatra        | -                     |
| 3/4                         | Griffe         | Câpre                 |
| 5/8                         | Marabou        | -                     |
| 1/2                         | Mulâtre        | Mulâtre               |
| 1/4                         | Quarteron      | Métis                 |
| 1/8                         | Métis          | Quarteron             |
| 1/16                        | Mamelouk       | Mamelouk              |
| 1/32                        | Quarteronné    | -                     |
| 1/64                        | Sang-mêlé      | -                     |

### Abolition de l’esclavage dans les colonies
L’esclavage est aboli une première fois en 1794 (plus de 700 000 personnes sont alors esclaves), mais cela fut sans effet réel dans les colonies, sauf à la Guadeloupe, où la décision de 1794 commença à être appliquée.
En mai 1802 (27 Floréal an X), Napoléon Bonaparte rétablit l’esclavage selon les dispositions antérieures à 1789. Par ailleurs, en métropole, des mesures discriminatoires sont prises à l’encontre des Noirs et « gens de couleur ». Le 29 mai 1802, les officiers de couleur sont exclus de l’armée ; le 2 juillet, le territoire métropolitain est interdit aux Noirs et « gens de couleur » (ce qui ne désigne en fait que les esclaves, les Noirs libres et intégrés n’étant pas inquiétés), puis le 8 janvier 1803, les mariages mixtes « entre des blancs et des négresses » et « entre des nègres et des blanches » sont interdits,.
Ce n’est qu’en 1848 que la France abolit définitivement l’esclavage dans ses colonies. Près de 248 500 esclaves sont alors libérés (plus de 87 000 en Guadeloupe, près de 74 450 en Martinique, plus de 62 000 à La Réunion, 12 500 en Guyane, plus de 10 000 au Sénégal).

## «Mission civilisatrice»de la France
L’expression « mission civilisatrice » a été utilisée en France, au cours des XIXe et XXe siècles, pour justifier l’impérialisme français. Elle se rencontre régulièrement à partir des années 1830. Des expressions analogues, ou parfois la même, se retrouvent chez les autres puissances impérialistes de l’époque, en particulier, « the white man's burden » (« le fardeau de l’homme blanc »), titre d’un poème de Rudyard Kipling écrit pour encourager les États-Unis à s’emparer des Philippines.
L’idée elle-même de « mission civilisatrice » remonte au début de l’expansion coloniale de l’Europe au XVIe siècle, où elle implique alors la volonté de christianisation, de conversion au catholicisme des populations indigènes des pays conquis.
Si la religion tient à l’époque la première place dans l’idée de « civiliser », la volonté de « francisation » apparaît également, ne serait-ce que dans la dénomination des territoires conquis en Amérique du Nord, qui reçoivent l’appellation de « Nouvelle-France ». Christianisation et francisation se mêlent dans le discours des partisans de la colonisation : dans son Histoire de la Nouvelle-France (1612), Lescarbot dit à propos de François Ier qu’il était « désireux d’accroître le nom Chrétien et François ».
Aux XIXe et XXe siècles, la francisation — l’imposition du français et des mœurs et lois françaises — prend le pas sur la christianisation, sans que celle-ci soit pour autant abandonnée.
Dans un discours prononcé à la chambre des députés lors des débats sur la politique coloniale (28 et 30 juillet 1885), Jules Ferry présente ainsi le but de la colonisation française :

« Le parti républicain a montré qu'il comprenait bien qu'on ne pouvait pas proposer à la France un idéal politique conforme à celui des nations comme la libre Belgique et comme la Suisse républicaine ; qu'il faut autre chose à la France : qu'elle ne peut pas être seulement un pays libre ; qu'elle doit aussi être un grand pays, exerçant sur les destinées de l'Europe toute l'influence qui lui appartient, qu'elle doit répandre cette influence sur le monde, et porter partout où elle le peut sa langue, ses mœurs, son drapeau, ses armes, son génie. »

Dans De la colonisation chez les peuples modernes (5e édition, 1902), P. Leroy-Beaulieu définit de même la colonisation :

« La colonisation est la force expansive d'un peuple, c'est sa puissance de reproduction, c'est sa dilatation et sa multiplication à travers les espaces ; c'est la soumission de l'univers ou d'une vaste partie à sa langue, à ses mœurs, à ses idées et à ses lois. Un peuple qui colonise, c'est un peuple qui jette les assises de sa grandeur dans l'avenir et de sa suprématie future. »

## Bilan de la colonisation française en Afrique
(décembre 2014).

### Politique

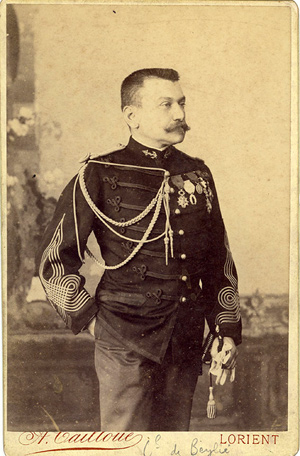
Commandant Léon de Beylié en 1889.

Les historiens, après les militants anticolonialistes en leur temps, soulignent classiquement l’incohérence existant entre l’affirmation des principes républicains par la France (« Liberté, Égalité, Fraternité ») et la pratique autoritaire de la colonisation, notamment par l’intermédiaire du Code de l’Indigénat et du travail forcé qui, malgré son interdiction par une Convention de 1930 de la Société des Nations — ratifiée par la France en 1937 —, subsista dans les colonies françaises d’Afrique et en Nouvelle-Calédonie jusqu’en 1946.
L’idée que la colonisation en Afrique a bâti des États dont les frontières ne correspondent pas au découpage ethnique, séparant certaines ethnies entre plusieurs États, ou en rassemblant plusieurs dans le même, est un argument souvent utilisé. Néanmoins, de nombreux chercheurs la remettent en question : d’une part parce que le concept d’ethnie lui-même est contesté ; d’autre part parce que l’entreprise coloniale n’est pas un phénomène homogène : dans certains cas, les frontières ont en effet été tracées « à la règle », état de fait consultable sur n’importe quelle carte de l’Afrique, mais dans d’autres cas, le tracement fut effectué après expertise de missions dépêchées sur le terrain, qui recueillaient un certain nombre d’informations sur les régions concernées. Ainsi, la frontière entre le Niger et le Nigeria fut tracée à la suite d’une expédition menée par le commandant Moll entre 1903 et 1904.
Le bilan politique général de la présence française en Afrique reste toutefois l’anéantissement ou la désorganisation des structures de pouvoir préexistantes à l’entreprise coloniale (par exemple, l’empire toucouleur, installé sur une grande partie de la vallée du fleuve Niger) et leur remplacement par des États calqués sur le modèle français. Par ailleurs, l’action de l’administration coloniale a installé les conditions de la corruption politique dans les pays africains. En effet, l’éducation en langue française n’ayant été dispensée, durant la colonisation, qu’à une minorité d’africains, ceux à qui furent donnés les rênes de la plupart des pays lors des décolonisations, pour la plupart pacifiques, furent les membres de cette classe privilégiée récemment créée. Ainsi, dans un ouvrage sur la corruption en Afrique, les anthropologues Giorgio Blundo et Olivier de Sardan écrivent : « La situation coloniale engendre […] une relation particulière à la gestion de la chose publique et cristallise une série de comportements et de rapports de pouvoir qui créent un terreau favorable à la corruption, entendue au sens moderne du terme. » Cet état de fait pose aussi la question de l’inadéquation d’un modèle étatique construit selon les réalités du colon (le modèle français) et appliqués à la réalité des pays concernés : la plupart des États indépendants furent contrôlés, à la décolonisation, par des politiciens indigènes de langue française alors même que la majorité du peuple des pays concernés ne reconnaissait pas forcément l’usage de cette langue. Ces élites nouvelles eurent par ailleurs tendance, du fait de leur « avantage » linguistique, à développer des réseaux diplomatiques privilégiés avec la France : cela pose aujourd’hui la question du néocolonialisme.

### Éducation

#### Indochine
En 1939, on estime que 80 % de la population indochinoise était illettrée et que tout au plus 15 % des enfants d’âge scolaire bénéficiaient d’une quelconque forme de scolarité. Avec plus de 20 millions d’habitants en 1939, l’Indochine ne disposait que d’une seule université, fréquentée par moins de 700 étudiants. Un très petit nombre d’Indochinois fréquentaient le lycée, qui desservait principalement une clientèle européenne.

#### Algérie
En Algérie, le taux d’analphabétisme au lendemain de l’Indépendance est de 85 % au sein du pays.

#### Afrique noire
Concernant l’Afrique noire, le député Léopold Sédar Senghor faisait remarquer à la tribune de l’Assemblée, en mars 1946, qu’en Afrique occidentale française « 108 911 élèves seulement fréquentent les établissements du premier et du second degré, enseignement privé compris, sur 2 700 000 garçons et filles d’âge scolaire ; c’est-à-dire qu’un seul enfant sur 24 peut trouver place à l’école. Dans les trois lycées d’AOF, on ne compte que 172 Africains sur 723 élèves des classes secondaires », ajoutant qu’« on fait de l’inégalité un principe de gouvernement en s’opposant par tous les moyens possibles à ce que les autochtones aient des diplômes d’État et puissent, en conséquence, occuper d’autres fonctions que subalternes ».

### Santé

#### Indochine
En 1939, la population européenne jouissait d’une excellent réseau de santé dans les grandes villes mais pour l’ensemble du Vietnam, on ne dénombrait que 2 médecins par 100 000 habitants, comparativement à 76 au Japon et 25 aux Philippines.

#### Afrique subsaharienne
Les travaux sanitaires ainsi que la mise en place d’hôpitaux et d’une police sanitaire (cordons sanitaires, services de quarantaine dans les ports, lazarets) ont permis notamment de fortement diminuer la mortalité infantile dans l’Afrique subsaharienne colonisée. À la date de 1960, la France avait fait bâtir en Afrique 2 000 dispensaires, 600 maternités, 40 hôpitaux en Afrique noire et à Madagascar[réf. nécessaire].

### Infrastructures
Le travail forcé fut utilisé à grande échelle dans les colonies d’Afrique. L’un des chantiers les plus emblématiques, la construction du chemin de fer Congo-Océan (140 km), coûta la vie à 17 000 travailleurs indigènes en 1929. Au Cameroun, les 6 000 ouvriers de la ligne de chemin de fer Douala-Yaoundé connurent un taux de mortalité de 61,7 % selon un rapport des autorités. Le travail forcé fut officiellement aboli dans les colonies en 1946 sous la pression du Rassemblement démocratique africain et du Parti communiste français. Dans les faits, il perdura largement dans les années 1950.
Au moment de la décolonisation, les territoires colonisés par la France en Afrique comptaient un certain nombre d’infrastructures (maternités, hôpitaux, voies ferrées, routes, ports, aérodromes, écoles) construites sous l’administration coloniale. Certains notent en conséquence le caractère « positif » de la colonisation, ce que d’autres contestent, en témoigne la polémique qui concerna, en 2005, le contenu de l’article 4 de la loi portant reconnaissance de la Nation et contribution nationale en faveur des Français rapatriés.

### Bilan économique global
En ce qui concerne le Second empire colonial français, le bilan économique est controversé. Selon l’historien économique et libéral Jacques Marseille, les colonies africaines n’ont pas, en première approximation, rapporté d’argent à la Métropole. Les investissements dans les infrastructures en Afrique et les subventions aux productions agricoles des colonies auraient coûté plus cher que ce que les colonies ont rapporté à la métropole d’un point de vue strictement comptable. Jacques Marseille chiffre à 70 milliards de francs-or (courant 1913) le déficit global de la colonisation en Afrique, soit l’équivalent de trois fois le montant de l’aide Marshall pour la France. Cette thèse est discutée par Denis Cogneau qui estime que si les colonies ont coûté environ 1% du PIB français en moyenne (0.5 % avant la seconde guerre mondiale, 3 % après), les revenus considérables apportés à de nombreux entrepreneurs et financiers ont irrigué durablement l’ensemble de l’économie. Selon lui, l’empire a engendré des flux de revenus et de capitaux positifs vers la métropole sur l’ensemble de la période et notamment durant les quinze dernières années.

## Héritage de la colonisation française en Afrique

### Anciennes colonies françaises d’Afrique subsaharienne
Les Africains participent à la vie politique française, surtout à partir de 1946, date de l’adoption de la loi Lamine Guèye et de la naissance de l’Union française.
On trouve à l’assemblée nationale les Sénégalais Lamine Gueye et Léopold Sédar Senghor, l’Ivoirien Félix Houphouët-Boigny, le Dahoméen Sourou Migan Apithy et le Congolais Jean Félix-Tchicaya ; Léopold Sédar Senghor entre au gouvernement comme secrétaire d’État à la présidence du Conseil en 1955, et Félix Houphouët-Boigny en 1956 et « participera à la loi cadre qui prépare l’indépendance (…) de l’Afrique noire sous domination française ».

#### Africains subsahariens en France métropolitaine
« On peut s’appuyer sur les recensements qui font passer la population d’Afrique subsaharienne résidant en métropole de 13 517 personnes en 1946 à 17 797 personnes en 1962. »

### Anciennes possessions françaises d’Afrique du Nord
Pour ce qui concerne les anciennes possessions à majorité musulmane d’Afrique française du Nord, les choses se sont passées différemment et pour plusieurs raisons. De 1940 à 1945, 500 000 Maghrébins prirent part au conflit dans les forces françaises. De 1947 à 1954, le nombre d’immigrés en provenance du Maghreb dépassera le million. Pascal Blanchard, Éric Deroo, Driss el-Yazami, Pierre Fournié et Gilles Manceron disent à ce sujet : « Dans son étude sur les flux migratoires venus d'Algérie, Jacques Simon rappelle que, pour ces « travailleurs », la venue en France apparaît comme « le seul moyen d'échapper à la misère et à l'oppression coloniale ». Ils dressent la description suivante des conditions d'hébergement : « des lieux parfaitement impropres à l'habitation humaine ont été découverts à Paris, notent les services sociaux de la préfecture de la Seine, des caves, des greniers, d'anciens abris bétonnés, des tours d'usine servant de refuge à une population misérable ». Apparaissent les bidonvilles comme à Nanterre où vivent près de huit mille Maghrébins ».

## Fracture coloniale
Selon les historiens Nicolas Bancel, Pascal Blanchard et Sandrine Lemaire en 2005, il existe une fracture coloniale en France : l'incapacité française à étudier son histoire coloniale, il y a par exemple très peu de musées qui sont consacrés aux colonies. Or sans une vraie analyse, on ne peut selon eux pas déconstruire les idéologies véhiculées à l'époque coloniale. Pour eux, ce retour n'a pas été fait et nous ne vivons pas tout à fait dans un monde post-colonial : il n'y a pas encore eu de rupture. Cette idée de fracture coloniale se réfère aux études postcoloniales,.

### Ouvrages
- Mickaël Augeron et Robert DuPlessis, dir., Fleuves, rivières et colonies. La France et ses empires, XVIIe – XXe siècle, Paris, Les Indes savantes, 2010.
- Dimitri Casali, L’Empire colonial français. Quand la France rayonnait dans le monde 1608-1931, Grund, 2015.
- Jules Duval, Les Colonies et la Politique coloniale de la France, Arthus Bertrand, 1864. Consultable en ligne : http://www.manioc.org/patrimon/FRA11039 (consulté le 25 février 2012).
- Gabriel Hanotaux, Alfred Martineau, Histoire des colonies françaises et de l’expansion française dans le monde, Paris, Plon, 6 vol., 1930-1934.
- Jacques Marseille, Empire colonial et capitalisme français, histoire d’un divorce, Albin Michel, 1984.
- Jean Meyer, Jean Tarrade, Annie Rey-Goldzeiguer, Jacques Thobie, Gilbert Meynier, Catherine Coquery-Vidrovitch, Charles-Robert Ageron, Histoire de la France coloniale, Paris, Armand Colin, 2 vol., 1991 (vol. 1, « Des origines à 1914 ») et 1990 (vol. 2, « 1914-1990 »).
- Olivier Le Cour Grandmaison, Coloniser, exterminer : sur la guerre et l’État colonial, Paris, Fayard, 2005.
- Fatima Besnaci-Lancou, Gilles Manceron, Les harkis dans la colonisation et ses suites, Paris, Atelier, 2008.
- Sébastien Jahan, Alain Ruscio, Histoire de la colonisation. Réhabilitations falsifications et instrumentalisations, Les Indes savantes, 2008.
- Dimitri Casali, Nicolas Cadet, L’Empire colonial français, Gründ, 2015, 208 pages.
- Bernard Gainot, L’Empire colonial français - De Richelieu à Napoléon, Édition Armand Colin, 2015, 240 pages.
- Oissila Saaidia, Laurick Zerbini (dir.), La Construction du discours colonial : L’empire français aux XIXe et XXe siècles, Édition Karthala, 2009, 252 pages.
- Jacques Cantier, Eric T. Jennings, L’Empire colonial sous Vichy, Édition Odile Jacob, 2004, 398 pages.
- Feriel Ben Mahmoud, Jacques Frémeaux (préface), Voyage dans l’empire colonial français, Édition Place des Victoires, 2007, 239 pages.
- Alain Frerejean, Charles-Armand Klein (Préface), L’Appel de l’Afrique : Les pionniers de l’Empire colonial français, Édition Perrin, 2002, 306 pages.
- Pierre Montagnon, La France coloniale, la gloire de l’Empire : Du temps des croisades à la Seconde Guerre mondiale, Édition Pygmalion, 1997, 508 pages.
- Pierre Montagnon, La France coloniale. Retour à l’hexagone, Édition Pygmalion, 1997, 497 pages.
- Pierre Montagnon, Dictionnaire de la colonisation française, Édition Pygmalion, 2010, 866 pages.
- Pierre Pluchon, Histoire de la colonisation française. Le premier empire colonial, des origines à la Restauration, tome 1, éditions Fayard, 1991, 1116 pages.
- Denise Bouche, Histoire de la colonisation française. Flux et reflux 1815-1960, tome 2, éditions Fayard, 1991, 607 pages.
- Pascal Blanchard, Cultures colonies (avec Sandrine Lemaire), Paris : Autrement, coll. « Mémoires » :
  1. Culture coloniale. La France conquise par son empire, 1871-1931, 2002 ;
  2. Culture impériale. Les colonies au cœur de la République, 1931-1961, 2004 ;
  3. Culture post-coloniale. Traces et mémoires coloniales en France, 1961-2006, 2006.
- Pascal Blanchard, Culture coloniale en France de la révolution française à nos jours (avec Sandrine Lemaire et Nicolas Bancel), Paris CNRS Éditions, 2008.
- Pascal Blanchard, La Colonisation française (avec Nicolas Bancel et Françoise Vergès), Toulouse : Milan, coll. « Les Essentiels Milan », 2007.
- Pascal Blanchard, La République coloniale (avec Nicolas Bancel et Françoise Vergès), éditions Fayard, 2006, 192 pages.
- Gilles Manceron, Marianne et les colonies. Une introduction à l’histoire coloniale de la France, éditions La Découverte, 2005, 322 p.
- Raoul Girardet, L’Idée coloniale en France de 1871 à 1962, éditions Fayard (1972, réédition 1979, 1995 et 2005).
- André Nouschi, Les Armes retournées. Colonisation et décolonisation française, éditions Belin, 2005, 448 p.
- Abderrahmane Bouchène, Jean-Pierre Peyroulou, Ouanassa Siari Tengour et Sylvie Thénault, Histoire de l'Algérie à la période coloniale : 1830-1962, Paris/Alger, La Découverte, Barzakh, 30 août 2012, 720 p. (ISBN 9782707173263, présentation en ligne)
- Frédéric Régent, La France et ses esclaves : De la colonisation aux abolitions (1620-1848), Hachette Pluriel, 2012 (1re éd. 2007), 368 p. (ISBN 2818502799)
- Nicolas Bancel (dir.), Pascal Blanchard (dir.), Sandrine Lemaire (dir.) et Dominic Thomas (dir.), Histoire globale de la France coloniale, Paris/61-Lonrai, Philippe Rey, 3 novembre 2022, 864 p. (ISBN 978-2-84876-980-6, présentation en ligne)
- Sandrine Lemaire, Pascal Blanchard, Nicolas Bancel, Alain Mabanckou et Dominic Thomas, Colonisation & Propagande : Le pouvoir de l’image, Le Cherche Midi, 2022, 286 p. (ISBN 978-2-7491-7227-9, présentation en ligne)
- Pierre Singaravélou (dir.), Arthur Asseraf, Guillaume Blanc, Yala Kisukidi et Mélanie Lamotte, Colonisations : Notre histoire, Paris, Seuil, 2023, 720 p. (EAN 9782021494150, présentation en ligne)
- Pierre Vermeren (dir.), L’Empire colonial français en Afrique, Armand Colin, 2023.
- Thierry Hoquet, Histoire (dé)coloniale de la philosophie française : De la Renaissance à nos jours, Presses universitaires de France, 2025, 336 p. (ISBN 2130875904)

### Documentaires
- Audrey Maurion et Mathieu Glissant, Vichy dans les colonies, 2023, 52 min